# Луис Ибањез
Луис Езекијел Ибањез (шп. Luis Ezequiel Ibáñez; Буенос Ајрес, 15. јул 1988) је аргентински фудбалер. Игра на позицији левог бека.

## Клупска каријера
Ибањез је професионално почео да игра фудбал за Боку јуниорс у аргентинском првенству, а службени деби за клуб био му је 19. априла 2008. у победи против Њуел олд бојса 2:1. Ибањез је играо у још једној утакмици лиге 17. маја, опет у победи од 2:1, овај пут против Расинг клуба.
У јуну 2008. године је потписао петогодишњи уговор с Динамом из Загреба. У Динаму је годинама био стандардан члан прве поставе, освојио је пет титула првака, три купа и два супер купа, наступао у Лиги шампиона, одиграо укупно 185 утакмица и постигао 19 голова. Најбољи учинак имао је у сезони 2011/12. када је на 40 такмичарских мечева девет пута затресао мрежу и забележио седам асистенција.
У лето 2013. Ибањез је отишао на једногодишњу позајмицу у аргентински Расинг клуб. Након истека позајмице се вратио у Динамо али након једне полусезоне је раскинуо уговор па је у јануару 2015. као слободан играч потписао уговор са мађарским Ђером. Са Мађарима је остао до краја сезоне, када је клуб запао у финансијске проблеме и већина играча је напустила клуб. Ибањез је за Ђер одиграо 11 првенствених утакмица.

### Црвена звезда
У јулу 2015. Ибањез је потписао трогодишњи уговор са Црвеном звездом. Ибањез је тако и постао први динамовац након Роберта Просинечког, који је прешао 1987. из Динама у Црвену звезду.
У дресу Црвене звезде је током сезоне 2015/16. на 33 одигране утакмице постигао 10 голова и 15 асистенција. Освојио је шампионску титулу, био седми стрелац Суперлиге Србије са девет голова на 31 утакмици и први асистент са чак 14 успешних додавања. Нашао се у идеалном тиму шампионата, био трећи најбоље оцењени играч првенства (просек 7,12) по избору Спортског журнала, иза саиграча Катаија (7,17) и Грујића (7,30). Постигао је два поготка у преокрету против Чукаричког (3:1), затресао мрежу из слободног ударца у јубиларном 150. вечитом дербију (2:1), одлучио сусрет у Нишу против Радничког у 84. минуту за 2:1.
Са Црвеном звездом је започео и наредну сезону 2016/17. У квалификацијама за Лигу шампиона је одиграо утакмице против Валете и Лудогореца, који је након продужетака у Београду савладао црвено-беле и изборио пласман у плеј-оф квалификација за ЛШ.

### Турска
Почетком августа 2016. потписао је уговор са турским Трабзонспором. Током сезоне 2016/17. одиграо је 13 утакмица у свим такмичењима, од чега пет у националном првенству. У септембру 2017. је позајмљен позајмљен Карабукспору. За овај клуб је у сезони 2017/18. наступио на укупно 22 утакмице (21 у првенству и једна у купу). Након истека позајмице, вратио се у Трабзонспор где је у сезони 2018/19. одиграо укупно 11 утакмица (пет у првенству и шест у купу). Након што му је истекао уговор, Ибањез је у мају 2019. напустио Трабзонспор.

### БиХ, Србија и Хрватска
У септембру 2019. потписао је двогодишњи уговор са Зрињским из Мостара. За две сезоне је наступио на 20 утакмица за Зрињски након чега је напустио клуб пошто му је истекао уговор. У јулу 2021. потписао је за београдски Графичар. Наступао је за Графичар наредне две године у Првој лиги Србије, другом нивоу такмичарског фудбала у Србији. Вратио се у хрватски фудбал у јулу 2023. и потписао за тамошњег друголигаша НК Јарун из Загреба.

## Трофеји
Динамо Загреб
- Прва лига Хрватске (5): 2008/09, 2009/10, 2010/11, 2011/12, 2012/13.
- Куп Хрватске (3): 2008/09, 2010/11, 2011/12.
- Суперкуп Хрватске (2): 2010, 2014

Црвена звезда
- Првенство Србије (1) : 2015/16.